# Marie Robertson
Marie Charlotte Robertson (født 14. april 1977 i Sunne) er en svensk skuespillerinde. Hun tog sin uddannelse på Calle Flygare Teaterskola og Teaterhögskolan i Göteborg.
Robertson blev i 2009 nomineret til en Guldbagge for bedste kvindelige birolle i Rallybrude (2008), der er instrueret af Lena Koppel.

## Udvalgt filmografi
- Rederiet (tv-serie, 1998-2002)
- Tre kronor (tv-serie, 1999, ukrediteret)
- Heartbreak Hotel (2006)
- Playa del Sol (tv-serie, 2007-2009)
- Rallybrude (2008)
- Svensson, Svensson: I nöd & lust (2011)
- Solsidan (tv-serie, 2011-2019)
- Cockpit (2012)
- Ægte mennesker (tv-serie, 2012-2014)
- Fjällbacka-mordene - Venner for livet (2013)
- Beck (tv-serie, 2015)
- Mord i Skærgården (tv-serie, 2015)
- Sune vs. Sune (2018)
- Lykkebugten (tv-serie, 2020-2022)
- En hæderlig jul (julekalender, 2021)